# Колесникова, Анна Григорьевна
А́нна Григо́рьевна Коле́сникова — удмуртская актриса. Заслуженная артистка Удмуртской АССР (1940).

## Биография

### Детство
Анна Колесникова родилась 22 января 1916 года в крестьянской семье деревни Ромашкино (Блатгурт), ныне расположенной на территории Алнашского района Удмуртии. Несмотря на тяжёлое детство, девочка росла упрямой в достижении своих целей, но вместе с тем и приученной с детства к уважении к труду и к честно заработанным плодам своего труда. Ещё будучи ученицей неполной средней сельской школы, увлекалась театром и принимала участие в концертах и спектаклях как своего школьного коллектива, так и артистов районного колхозного театра.

### Театральная деятельность
В 17-летнем возрасте Анна решила попробовать свои силы в Ижевске, приняв участие в прослушивании в Удмуртском драматическом театре. Без специального образования, без протекции доброжелателей, не отличающуюся красотой, но упорную и от природы талантливую девушку тут же заметили уже признанные мастера зарождающейся удмуртской сцены допустили её к профессиональной игре.
С 1933 года жизнь Анны Колесниковой неразрывно связана с Удмуртским драмтеатром. Уже скоро она стала одной из самых востребованных и театром, и зрителями актрис, а все её образы — лирические, драматические, трагические, комические — мгновенно становились визитными карточками театральной сцены республики.
Летом 1935 года театр с репертуаром пьес удмуртских авторов и переводной гоголевской «Женитьбы» (удм. «Кышнояськон») гастролировал по республике, выступая в неприспособленных для таких представлений деревенских помещениях. Именно во время гастролей в селе Шаркан Анна Колесникова познакомилась с молодым учителем, сотрудником РОНО Степаном Широбоковым.

### Личная жизнь и смерть
Вскоре после свадьбы рослый элегантный красавец Степан Широбоков стал офицером КГБ, а у пары родились два сына — Адик и Лев. Однако последовавшая взаимная ревность супругов привела к трагедии. В ночь с 15 на 16 января 1947 года в состоянии невыявленного аффекта (по неподтверждённым данным из-за возникшего любовного треугольника) Анна Григорьевна вернувшись домой после вечеринки, из пистолета мужа выстрелила сначала в малолетних детей, а затем — в себя. Выжить удалось лишь Адику, Лев и сама Анна скончались на месте.

## Избранные спектакли и роли
- «Вало ӧр куашетэ» (с удм. — «Река Вала шумит») И. Гаврилова — Вера
- «Слуга двух господ» К. Гольдони — Смеральдина
- «Платон Кречет» А. Корнейчука — Майка
- «Егор Булычов и другие» М. Горького — Александра
- «Гроза» А. Островского — Катерина
- «Камит Усманов» И. Гаврилова — Гарась
- «Сюан»» (с удм. — «Свадьба») В. Садовникова — Орина